# Paweł Starosta
Paweł Starosta (ur. 1951 w Łodzi) – polski socjolog, nauczyciel akademicki, profesor nadzwyczajny Uniwersytetu Łódzkiego i jego prorektor w kadencji 2016–2020.

## Życiorys
Absolwent XXXI Liceum Ogólnokształcącego im. Ludwika Zamenhofa w Łodzi. W 1974 ukończył studia socjologiczne na Wydziale Ekonomiczno-Socjologicznym Uniwersytetu Łódzkiego. Doktoryzował się w 1984. Stopień doktora habilitowanego uzyskał w 1996 na Wydziale Nauk Społecznych Uniwersytetu Śląskiego w Katowicach na podstawie rozprawy zatytułowanej Poza metropolią. Wiejskie i małomiasteczkowe zbiorowości lokalne a wzory porządku makrospołecznego. W 2020 otrzymał tytuł profesora.
W 1973 podjął pracę na Uniwersytecie Łódzkim, na którym w 1997 objął stanowisko profesora nadzwyczajnego. W Instytucie Socjologii UŁ został kierownikiem Katedry Socjologii Wsi i Miasta. W latach 2002–2008 i 2012–2016 (przez trzy kadencje) pełnił funkcję dziekana Wydziału Ekonomiczno-Socjologicznego UŁ. W kwietniu 2016 został wybrany na prorektora Uniwersytetu Łódzkiego w kadencji 2016–2020 (od 1 września 2016).
Specjalizuje się w zagadnieniach związanych z socjologią zbiorowości terytorialnych, kapitałem społecznym, procesami globalizacyjnymi i partycypacją społeczną.
Został członkiem zespołu redakcyjnego „Przeglądu Socjologicznego”.